# كندارة
كِندارة (الاسم العلمي: Spondyliosoma)، جنس أسماك بحرية من فصيلة الأسبورية
.
أنواعه حسب دليل الحياة:
- دنيس أسود
- Spondyliosoma emarginatum